# Nieuwezijds Kapel (1912)
De Nieuwezijds Kapel is een kerkgebouw uit 1912 op de plek van de oude Heilige Stede aan het Rokin in Amsterdam.
Na de Alteratie van Amsterdam in 1578 kwam de 15e-eeuwse kapel in handen van de Nederlandse Hervormde Kerk. In het begin van de 20e eeuw besloot de Hervormde kerk de oude kapel te vervangen door nieuwbouw. Ondanks protesten is de oude kapel toen gesloopt.
Van 1908 tot 1912 werd een nieuw gebouw neergezet naar ontwerp van Christiaan Posthumus Meyjes sr. Het gebouw omvat het merendeel van het bouwblok tussen het Rokin, de Wijde Kapelsteeg, de Kalverstraat en de Enge Kapelsteeg en bevatte een nieuwe hervormde kerk, winkels en woningen. Er zijn elementen van verschillende bouwstijlen opgenomen: art nouveau, berlagiaans rationalisme en Hollandse neorenaissance. Het gebouw is sinds 2001 beschermd als rijksmonument.
Op Palmzondag 1956 legde de achttienjarige prinses Beatrix hier belijdenis af van haar geloof ten overstaan van ds. H.J. Kater, die tien jaar later ook haar huwelijk zou inzegenen.
De hervormde kerk heeft het gebouw in 1970 verlaten. Sindsdien heeft het kapeldeel verschillende functies gehad, zoals een zalencentrum. Tegenwoordig huisvest het de toeristische attractie Amsterdam Dungeon. Daarnaast zijn er nog steeds winkels en woningen. 